# Cirillo V di Costantinopoli
Cirillo V Karakallos (in greco Κύριλλος Ε΄ Καράκαλλος?; Dimitsana, ... – Monte Athos, 27 luglio 1775) è stato un arcivescovo ortodosso greco, patriarca ecumenico di Costantinopoli dal 1748 al 1751 e dal 1752 al 1757.
Cirillo è considerato un personaggio controverso, spesso accusato per le sue idee sul battesimo. Nel 1755 pubblicò Oros, un documento di diritto canonico che, sostituendo il precedente uso dell'accettazione dei cristiani di altre confessioni con il conferimento del sacramento della confermazione secondo il rito ortodosso, affermava che tutti i battesimi non ortodossi, inclusi quelli cattolici, non erano validi e che, per via di tale affermazione, tutti i convertiti dovevano essere ribattezzati secondo il battesimo ortodosso.

## Biografia
Cirillo nacque Dimitsana, nel Peloponneso. Ancora giovane, fu catturato durante la seconda guerra di Morea e dopo la sua liberazione si recò sull'isola greca di Patmo dove venne tonsurato. A Patmo continuò gli studi, ma venne espulso dalla scuola per problemi di comportamento prima dell'ottenimento della laurea.
Nel 1737 fu nominato metropolita di Meleniko e nel 1745 fu promosso alla sede di Nicomedia. Il 28 settembre 1748 fu eletto patriarca di Costantinopoli per la prima volta al posto di Paisio II, anche se qualche giorno prima aveva giurato allo stesso che non avrebbe tentato di deporlo.
Cirillo durante questo primo regno ebbe tre priorità: il recupero delle finanze patriarcali, la lotta contro le posizioni a favore della Chiesa cattolica e l'istruzione dei monaci. Per sollevare le casse patriarcali aumentò le tasse sui vescovi metropolitani e alleviò quelle sulle piccole parrocchie: questa azione ebbe un discreto successo ma lo rese impopolare tra i vescovi. Sostenne fortemente la necessità di battezzare tutti i convertiti, e in particolare le donne, poiché riteneva non validi i battesimi della chiesa apostolica armena e della Chiesa cattolica. Queste posizioni dottrinali crearono malcontento tra i metropoliti, che lo deposero nel maggio 1751 e rimisero al suo posto il più moderato Paisio II. Cirillo si ritirò sull'isola di Heybeliada, vicino a Costantinopoli.
Cirillo godeva comunque di supporto da una parte di una grande fetta della popolazione, sia per le sue regole sulle tasse sia per la sua opposizione alla Chiesa cattolica. A questo proposito Cirillo fu aiutato dal monaco taumaturgo e demagogico Auxentios che predicò fortemente contro i cattolici e istigò rivolte che culminarono con un violento assalto alla sede patriarcale e il sequestro di Paisio stesso. I disordini furono repressi, ma le autorità ottomane chiesero la deposizione di Paisius e, in cambio di una considerevole quantità di denaro (45.000 Kuruş), i metropoliti poterono rieleggere nuovamente Cirillo V, che riottenne il trono patriarcale il 7 settembre 1752.
Per quanto riguarda l'istruzione dei monaci, Cirillo istituì nel 1749 l'Accademia Athonita sul Monte Athos, e nel 1753, chiamò l'eminente teologo e studioso Eugenio Voulgaris per dirigerla. Tuttavia le idee illuministiche di Voulgaris erano contrarie a quelle dei monaci e dovette dimettersi nel 1758.
L'opposizione contro Cirillo fu guidata dal metropolita di Proilavo (Brăila in Romania) e dal futuro patriarca Callinico IV. Dopo che Cirillo ordinò a Callinico di andare a vivere in esilio nel Sinai, quest'ultimo si rifugiò nell'ambasciata francese a Costantinopoli. Callinico ottenne dai francese una grande quantità di denaro che fu data al sultano Osman III che depose Cirillo il 16 gennaio 1757 e lo sostituì con Callinico.
Cirillo fu esiliato nel Sinai, ma in seguito, sotto il regno del patriarca Serafino II, gli fu permesso di trasferirsi nello skita di Agia Anna sul Monte Athos. Nel 1763 tornò a Costantinopoli per tentare di recuperare il trono patriarcale, ma fu prontamente e forzatamente riportato ad Agia Anna, dove morì il 27 luglio 1775.

## L'Orose la validità dei battesimi
Fin dall'inizio del suo primo regno Cirillo prese posizione contro la validità del battesimo armeno e cattolico e, di conseguenza, di tutti gli altri loro sacramenti. Questo punto di vista era noto come ana-battesimo, un termine e una dottrina però estranea all'anabattismo protestante. La polemica venne accentuata per via altre azioni anti-cattoliche tipiche del XVIII secolo, forse alimentata dall'allarme causato dal proselitismo cattolico. I rappresentanti principali dell'ana-battesimo erano Eugenios Voulgaris, il laico Eustratios Argenti e il monaco taumato e demagogico Auxentios, che fu in grado di suscitare folle anti-cattoliche rivoltose.
La questione della validità dei battesimi sorse dopo la seconda guerra di morea, quando la Morea governata dai veneziani fu riconquistata dall'impero ottomano. Gli ottomani governavano le altre confessioni religiose tramite il sistema dei millet e sottoponevano i cattolici all'autorità civile del Patriarca di Costantinopoli, provocando così numerose conversioni all'Ortodossia. Le azioni di Cirillo per richiedere nuovamente la somministrazione del battesimo ai convertiti erano dovute sia alla sua feroce posizione anticattolica che al suo sincero desiderio di fornire quello che considerava un valido battesimo.
Nel 1752 Cirillo decretò che in ogni caso i convertiti armeni e cattolici dovevano essere ribattezzati. Il Santo Sinodo si riunì il 28 aprile 1755 e votò formalmente contro la posizione di Cirillo, considerandola un'innovazione non prevista dagli antichi canoni e contraria alla prassi liturgica. A questo Cirillo esiliò i membri del Santo Sinodo contrari alla sua visione dottrinale.
Nel giugno 1755 Cirillo emise una lettera con il titolo "Anatema di coloro che accettano i sacramenti papali ", e un mese dopo emise l'ordine, solo formale, chiamato "Oros (Tomo) della Santa Grande Chiesa di Cristo " in cui si ordinava il ribattesimo per tutti i convertiti da altre confessioni cristiane. L'Oros ebbe almeno sette edizioni e fu pubblicato un anno dopo dal cosiddetto Consiglio di Costantinopoli del 1756 con le firme del Patriarca Matteo d'Alessandria e del Patriarca Partenio di Gerusalemme .
È importante notare che la mancanza di validità dei battesimi non ortodossi non fu dichiarata per le dottrine "eretiche" delle altre Chiese cristiane, ma semplicemente come conseguenza di battesimi non eseguiti in stretta conformità con gli usi ortodossi, vale a dire con una tripla immersione completa da parte di un prete o di un credente ortodosso.
Nessun'altra chiesa ortodossa, tranne quelle greche, accettarono l'Oros. La Chiesa ortodossa russa continuò con la pratica che aveva adottato nel secolo precedente, cioè il riconoscere validi i battesimi celebrati dalle chiese cattolica e luterana, senza il bisogno di amministrare nuovamente il battesimo.
L'Oros non fu mai ritirato formalmente, ma dall'inizio del XX secolo la Chiesa greco-ortodossa autorizzò diverse forme di accoglienza per i convertiti. L'Oros è ancora oggi considerato vincolante da alcuni gruppi di fedeli ortodossi conservatori.
Secondo lo studioso C. A. Frazee, l'Oros, piuttosto che il Grande Scisma, ha segnato la vera divisione tra le Chiese occidentali e orientali.